# Michael von Brukenthal
Michael von Brukenthal (n. 30 martie 1746, Nocrich, Sibiu, România – d. 18 septembrie 1813, Sibiu, Imperiul Austriac) a fost un politician sas, comisar imperial în timpul Revoluției lui Horea. Michael von Brukenthal a fost nepotul guvernatorului Samuel von Brukenthal.